# Robert Kaye Greville
Pour les articles homonymes, voir Kaye.
Robert Kaye Greville est un mycologue,  phycologue et botaniste britannique, né le 13 décembre 1794 à Bishop Auckland et mort le 4 juin 1866 à Édimbourg.
Il montre dès son jeune âge un intérêt pour les sciences naturelles et la botanique. Il étudie la médecine à Londres et à Édimbourg mais n’achève jamais ses études. Après son mariage en 1816, il s’installe à Édimbourg où il étudie l’anatomie. en 1819, il entre dans la Société Wernérienne puis à la Société botanique d’Édimbourg.
Greville commence, en 1823, à faire paraître ses illustrations en couleur dans le mensuel Scottish cryptogamic flora.

## Liste partielle des publications
- Flora Edinensis (1824)
- Tentamen methodi Muscorum (1822-1826)
- Icones filicum (1830)
- Scottish cryptogamic flora (1822-1828)
- Algae britannicae (1830)